# S 30

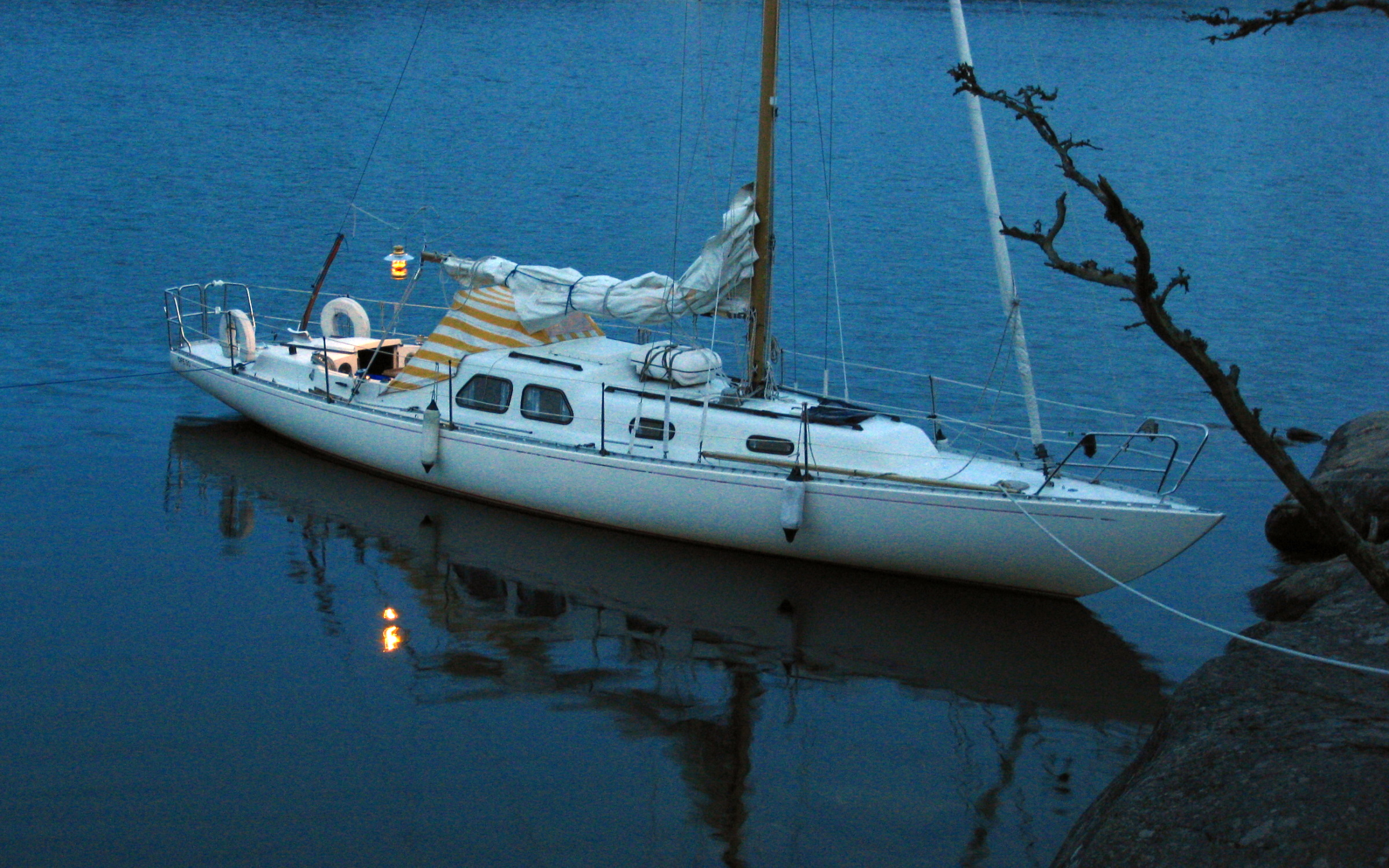
En S 30 för ankar vid Jungfruskär.

S 30 är en skärgårdskryssare i glasfiberplast konstruerad av Knud H. Reimers.

## Historik
På Stockholmsmässan 1969 presenterade några entusiaster från Göta Segelsällskap med ingenjören Sven Ejdestam i spetsen skisser på en snabbseglande familjebåt baserad på skärgårdskryssarregeln från 1945. Vid seglardagen i Malmö 1970 engagerades Svenska Seglarförbundet i projektet och gav Knud H. Reimers i uppdrag att konstruera båten efter klassbestämmelser utarbetade av seglarförbundet. Projektnamnet var från början ”Göta 30”, vilket sedan ändrades till ”O 30” och till sist till ”S 30”. Den första prototypen provseglades sommaren 1971 och de första serieproducerade båtarna började levereras från Fisksätra varv 1972.
Från och med 1978 tillverkades S 30 efter nya ritningar med ny däckslayout, högre placerad sittbrunn och förbättrad ståhöjd inombords, dock fortfarande efter samma klassbestämmelser.
1993 infördes nya klassregler för S 30 som bland annat tillät en längre bom och att förstaget flyttades längre fram, förändringar som ökade segelytan med 18 %. Båtar klassificerade enligt de nyare reglerna fick beteckningen ”S 30/93”, medan de som följde de äldre reglerna kallades ”S 30 classic”. Sedan 2008 finns det inte längre några separata klassregler för äldre båtar utan klassbestämmelserna från 2008 gäller nu för alla S 30:or.
Eftersom S 30 är en så kallad entypsbåt måste alla tillverkade båtar besiktigas och kontrollmätas att de följer klassbestämmelserna. Endast båtar som uppfyller klassbestämmelserna får kallas för S 30 och bära segelmärket, en romb med siffran 30 i.

## Konstruktion
S 30:ans skrov är gjutet i glasfiberarmerad polyester. Kölen är av bly och väger 1470 kg (±25 kg). Efter gjutning kontrollvägs kölen och får en kölviktsattest. Till skillnad från ”traditionella” skärgårdskryssare så har S 30 rodret friliggande från kölen. De första båtarna hade roderskädda, men nyare båtar har helt friliggande roder. Mast och bom är tillverkade i lättmetallprofil. Förutom vant, för- och akterstag har masten även backstag. Masten är så kallad 7/8 bermudarigg vilket betyder att förstaget inte går hela vägen upp till masttoppen.

## Egenskaper
S 30 är i likhet med andra skärgårdskryssare relativt lång och smal vilket gör att den kan gå högt mot vinden vid segling i bidevind. Nackdelen är att den blir rank och gärna lutar. Trots det går den oftast bäst i hård halvvind. En annan fördel med den långa fören är att kölen kommer relativt långt bak vilket gör det lätt att hitta förtöjningsplats i naturhamnar där andra segelbåtar har svårt att komma till.